# 中国工农红军江西军区旧址
中国工农红军江西军区旧址（含红军检阅台）位于江西省兴国县潋江镇筲箕村。军区旧址占地面积2193.5平方米，建筑面积688.2平方米。红军检阅台占地面积66平方米。2006年作为兴国革命旧址的一部分被列为第六批全国重点文物保护单位。

## 建筑
江西军区旧址原为地主黄象园的私宅，始建于1924年，为日本式砖木结构建筑，上下两层共28间房。旧址保存完整。
红军检阅台初建于1931年11月，为准备中华苏维埃第一次全国代表大会的召开时检阅红军而建，当时是用竹木搭成的简易便台。1933年，临时中央政府决定重修检阅台，并于8月1日动工兴建，于1934年1月31日竣工，为砖木结构。1934年10月，红军主力长征后，检阅台遭到拆毁。1955年按原貌修复了此台。检阅台前为筲箕广场，后有数棵香樟。

## 历史
1927年秋，毛泽东率领秋收起义部队达到井冈山，开创了井冈山革命根据地。1931年11月，中华苏维埃共和国中央革命军事委员会在瑞金宣告成立。为了加强对各苏区地方部队和群众武装的统一领导和指挥，决定自1932年起，在各苏区组建军区。1932年1月9日，中央革命军事委员会发布通令，撤销江西省苏维埃政府军事部，成立江西军区。2月1日，江西军区总指挥部正式通令成立，陈毅任总指挥兼政治委员。江西军区下辖5个分区、5个独立师、江西红色警卫团及29个县独立团，先后组建了红军第21军、新编第22军、第23军等部队，辖区包括红都瑞金在内的中央苏区大部分地区。
1931年秋至1933年春，中国工农红军江西军区驻入黄姓私宅，该建筑后进二楼曾有江西军区总指挥兼政委陈毅的卧室。
1931年11月7日早上，在中华苏维埃第一次全国代表大会开幕前，在红军检阅台举行了阅兵仪式，毛泽东、朱德等领导人登台检阅了红军 。19日，大会又在这里嘉奖了在历次战斗中立功的红军部队和指挥员。1933年6月1日，兴国模范师五千余人在红军检阅台前的筲箕广场举行上前线誓师大会，陈毅亲自授旗并宣读贺电，6月6日，兴国模范师开赴前线，编为红一方面军第三军团第六师。1934年重修后，检阅台成为集会、演讲和文艺演出的场所。

## 图集

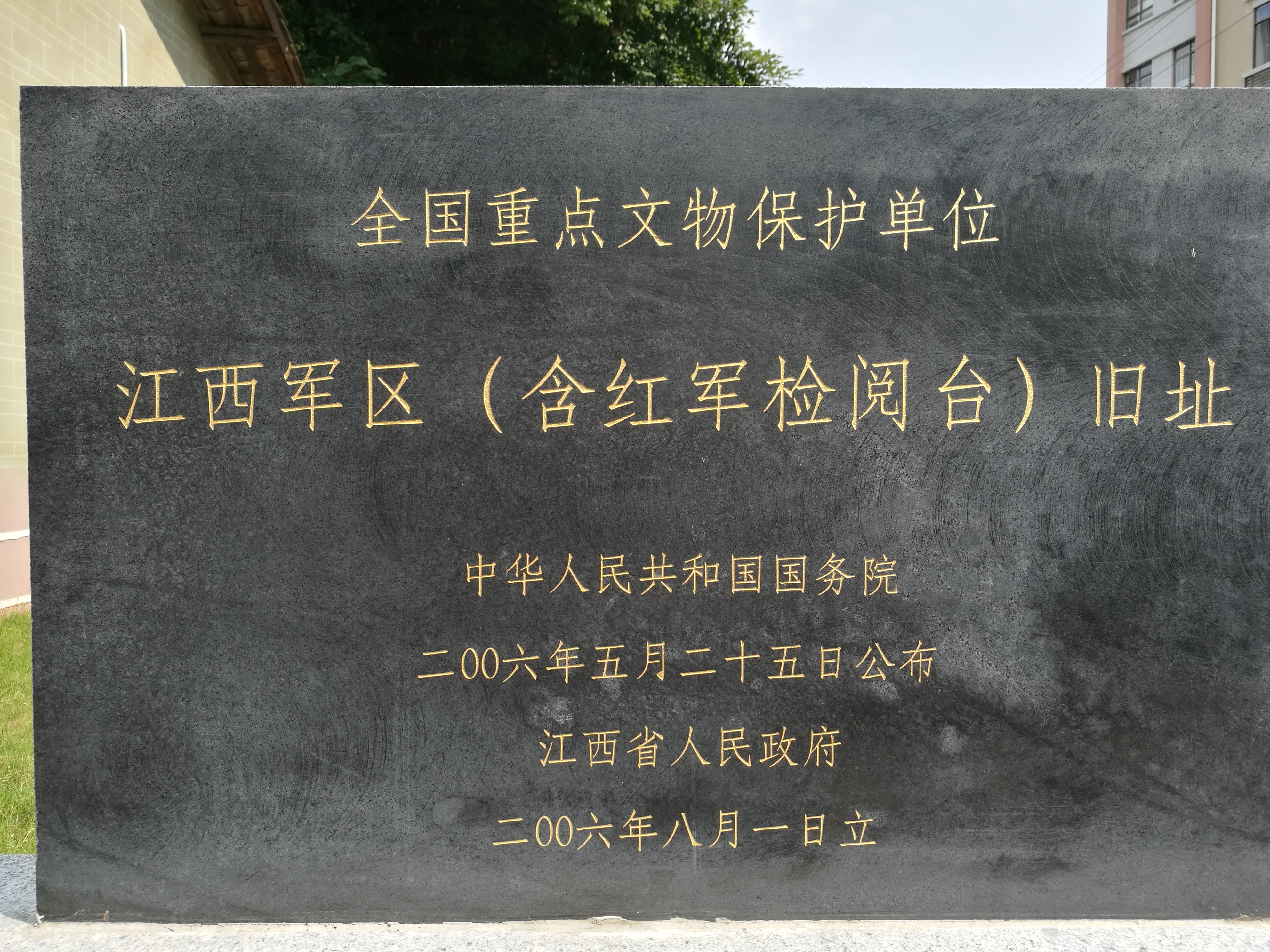
文保碑
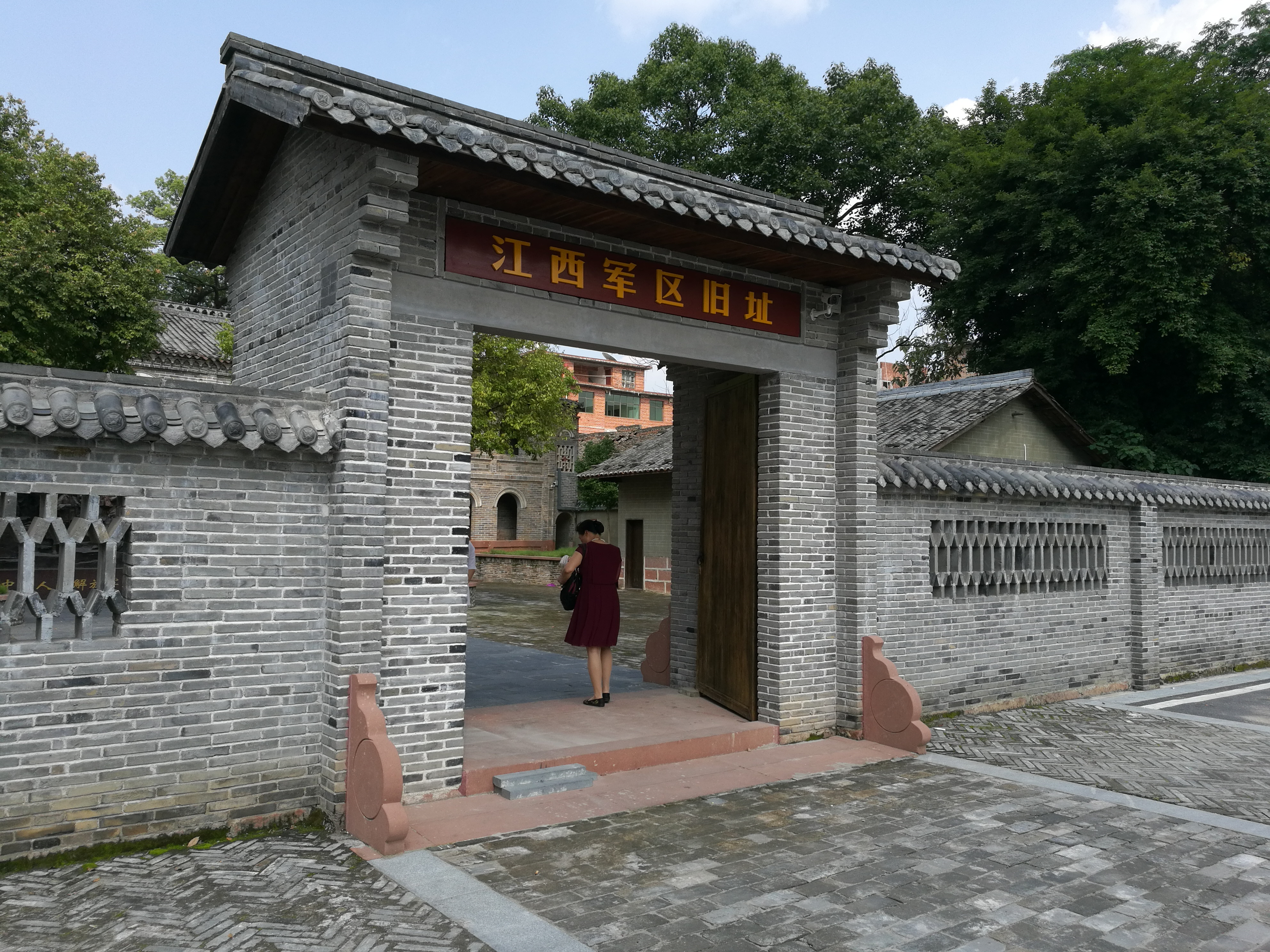
院子大门
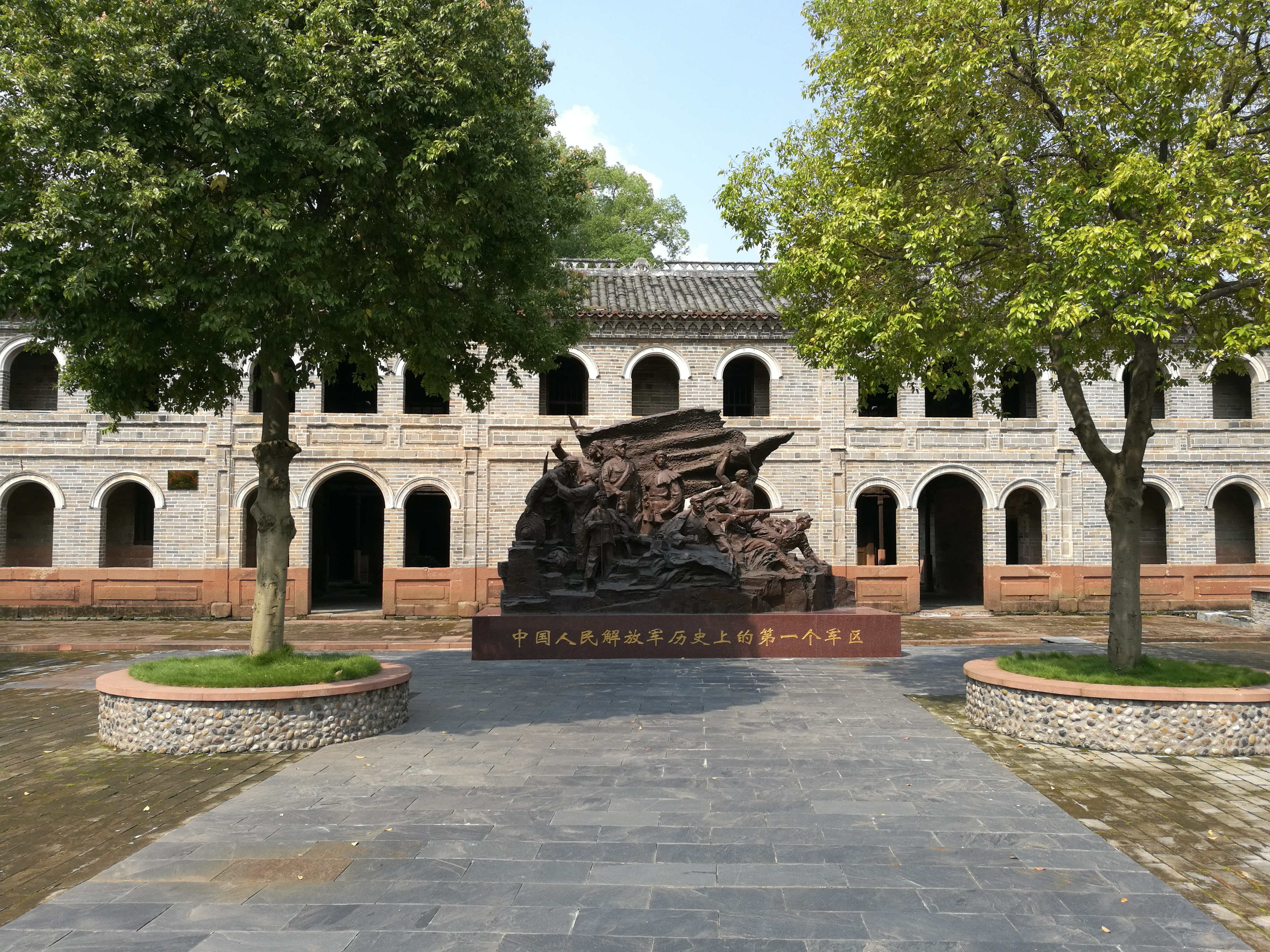
江西军区旧址正面
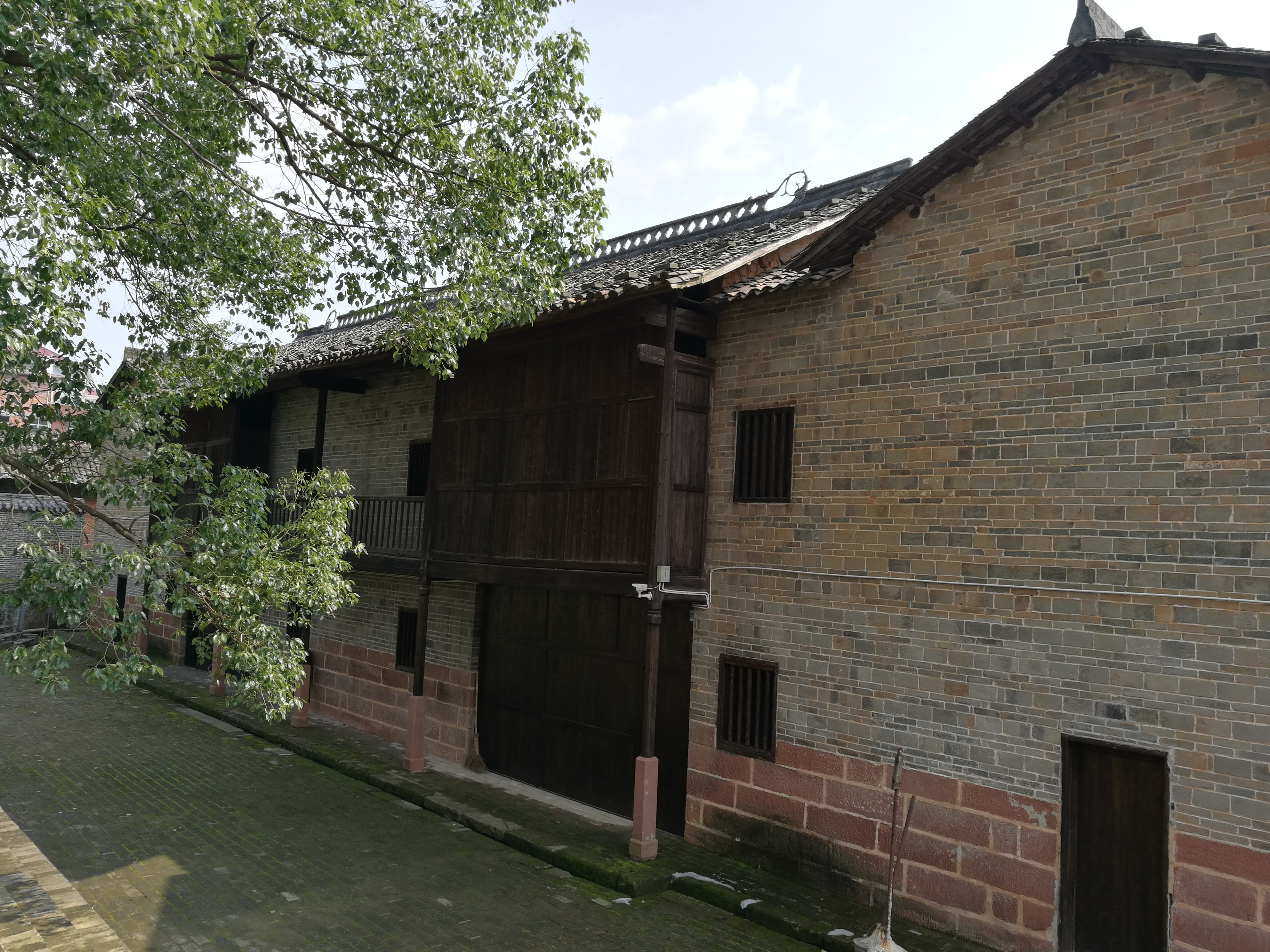
江西军区旧址背面
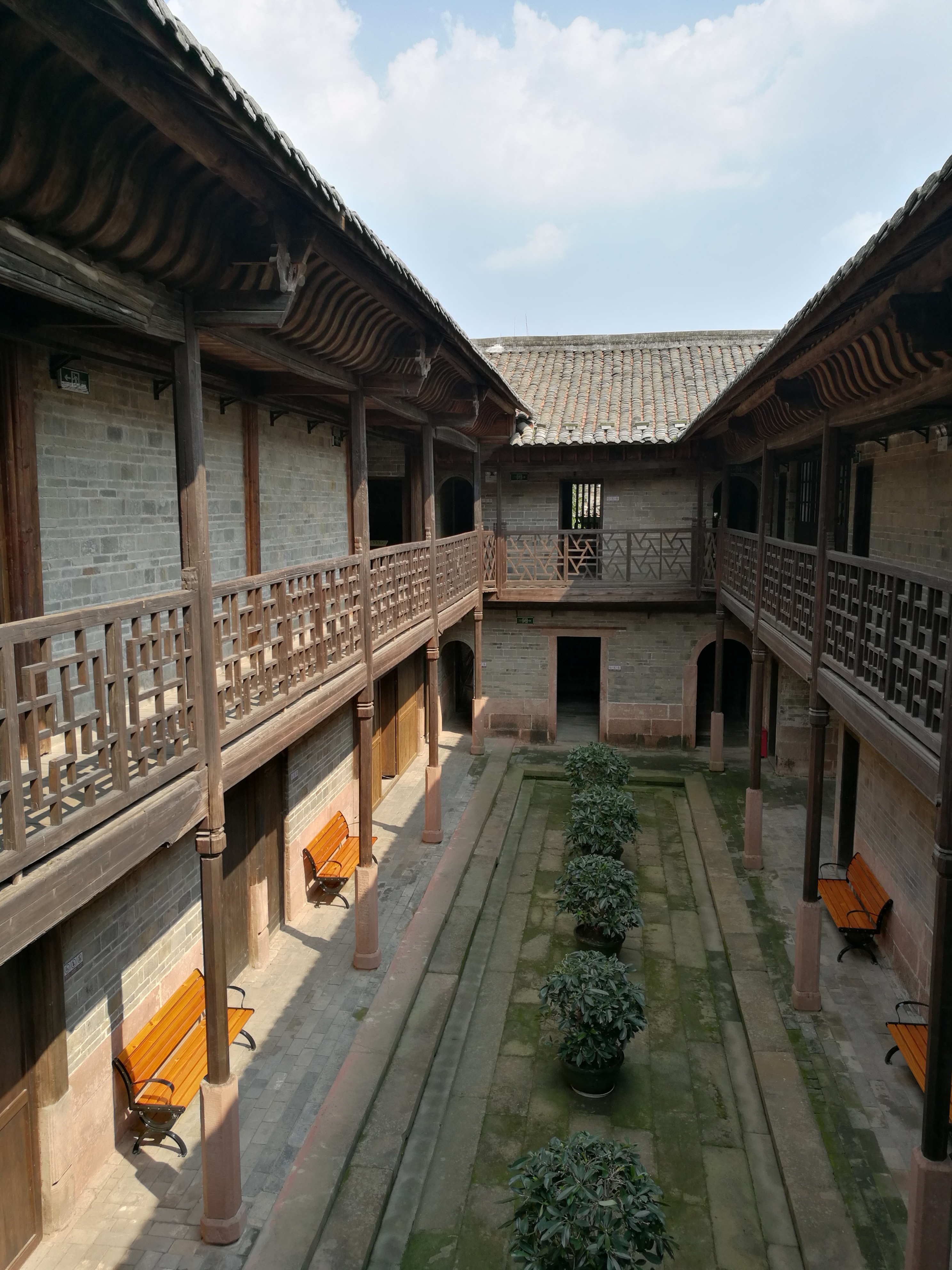
天井
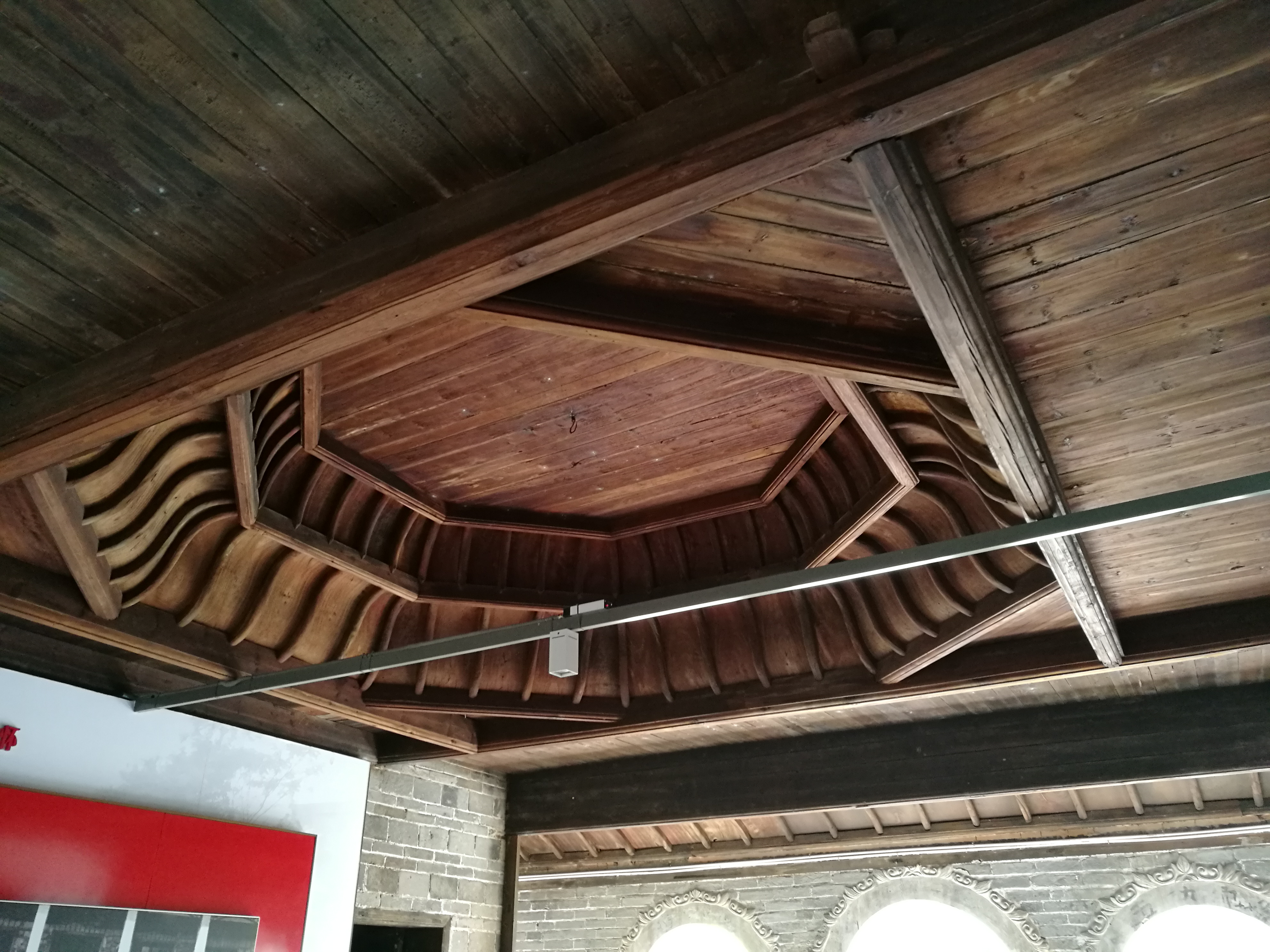
内部细节
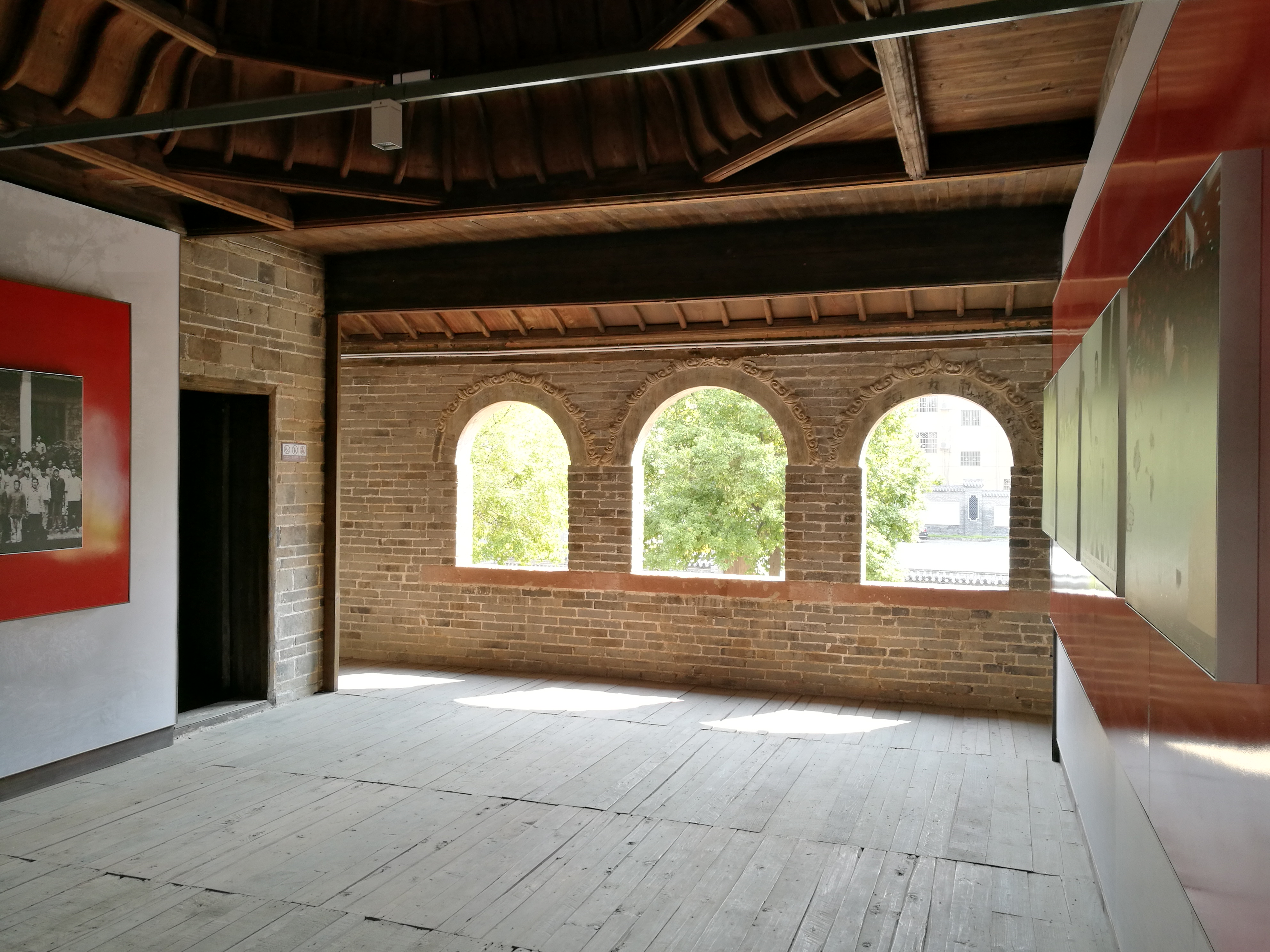
内部细节
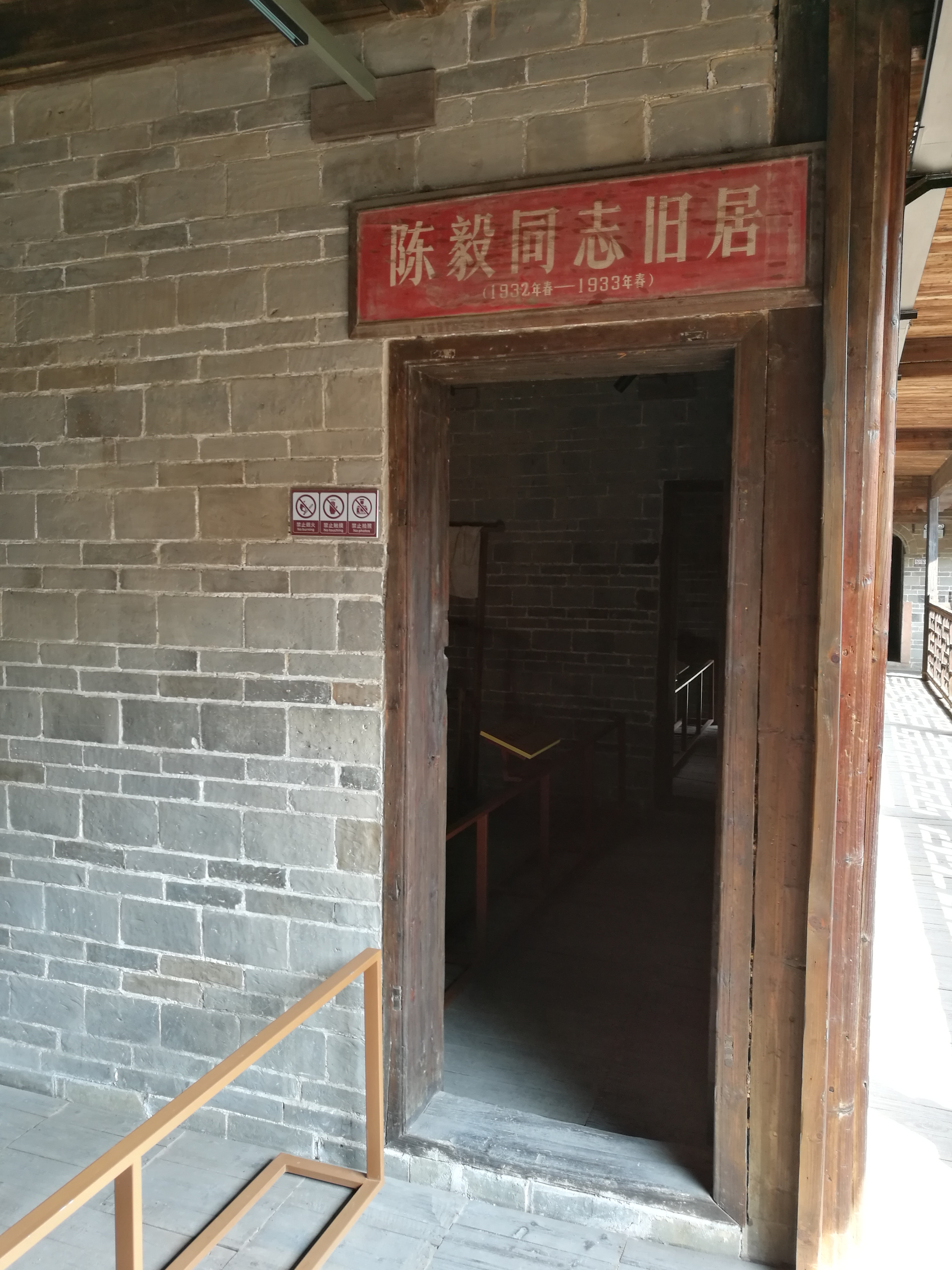
陈毅旧居